# Rick Ross
William Leonard Roberts II  (Clarksdale, Misisipi; 28 de enero de 1976), conocido artísticamente como Rick Ross, es un rapero estadounidense.

## Carrera musical

### Comienzos
Su primera aparición musical oficial fue en el sencillo "Told Y'all" de Trina ya por 2002. Firmó por Slip-N-Slide Records, que desde 2005 está distribuido bajo Def Jam Records.

### Port Of Miami
Su álbum debut, Port Of Miami, fue lanzado en el verano de 2006 e incluyen colaboraciones de artistas como Jay-Z, Young Jeezy, Trick Daddy y UGK. El álbum llegó a lo más alto de la lista de los Estados Unidos vendiendo muy poco.

### Trilla
Su segundo álbum salió a la venta a principios del 2008, con la ayuda de los productores Cool & Dre y con colaboraciones de gente como: Blaise Claude T-Pain, Blaise Claude R. Kelly o Nelly, el disco alcanzó la primera posición en la lista estadounidense, al igual que su anterior disco. Ross fue detenido ese año por posesión de armas y de marihuana.

### Deeper Than Rap
En 2009 su tercer álbum vio la luz con el nombre de Deeper Than Rap producido en su mayoría por su propia productora independiente "Maybach Music Group", salió el 21 de abril y ha llegado a primera posición en la lista de los Estados Unidos. En él colaboran gente como Nas, Kanye West o Trina. Antes de sacar el disco Ross inició un feudo con 50 Cent, al igual que la mayoría de sus compinches (Fat Joe, DJ Khaled, etc.). Antes de que termine el año pretende sacar un disco en colaboración con Birdman que llevaría por nombre The H.

### Teflon Don
El 6 de julio de 2010 Ross reveló que su cuarto disco en solitario saldría a la venta el 20 de ese mismo mes. El primer sencillo fue "Super High" con Ne-Yo. El segundo sencillo se llamó "Live Fast, Die Young" producido y en colaboración de Kanye West. El álbum alcanzó el #2 en la lista Billboard 200. El 18 de junio Ross fue demandado por el traficante de drogas Freeway Ricky Ross, acusándolo de usar su nombre. Freeway pedía a Ross diez millones de dólares en su demanda. El caso fue finalmente desestimado el 3 de julio de ese año y Freeway ahora se apoda Ricky Ross.

### God Forgives, I Don't
Rick Ross sacó su último disco en 2012, colaboraciones de Nas, Meek Mill, Dr. Dre, Jay-Z, Stalley, John Legend, y otros.

## Polémica y peleas
Recientemente se difundieron unas fotos en las que se veía Ross vestido de oficial de policía. Poco después se confirmó que Ross fue un antiguo oficial de policía cuando era más joven aunque solo trabajo como oficial de prisiones. Aunque en un principio dijera que el de las fotos no era él. Después de esto, su colega Trick Daddy empezó a insultar a Ross debido de su pasado como policía, ya que Daddy dice que a su hermano lo mataron los de la brigada en la que Ross trabajaba. 50 Cent (con el que mantiene un feudo desde hace tiempo), y conociendo este dato, se permitió humillar a su rival enviando una cinta de video en la que se ve a la exmujer de Ross teniendo relaciones sexuales con otro individuo. Inmediatamente declaró que Ross no es más que un falso rapero y que le recuerda a MC Gusto de la película CB4.
En el último tiempo, Ross ha estado involucrado en nuevos feudos con otros artistas del género. En el backstage de los Bet Hip Hop Awards 2012, Ross tiene una discusión con el rapero Young Jezzy. La pelea comienza con insultos y luego prosiguió con unos golpes al aire, días después de la pelea Rick Ross grabó dos temas "diss" en contra de Jezzy.
En las primeras horas del 28 de enero de 2013, Rick Ross estuvo involucrado en un extraño accidente, donde su Rolls-Royce terminó incrustado en un restaurante de Florida, según los primeros datos se registraron alrededor de una docena de casquillos de balas. Aún no se ha podido averiguar si esas balas tenían como destino el auto del rapero, sin embargo Ross no sufrió heridas de gravedad, por otro lado uno de sus enemigos jurados, 50 cent, se rio del tiroteo vía Twitter alegando que fue todo un montaje, ya que no había casquillo alguno en el auto de Ross.

## Hemp Hop Smokables: cigarrillos de cáñamo (CBD)
En asociación con Hempacco (GGII Group) y James Lindsay, fundador y CEO de Rap Snarcks, Rick Ross desarrolla la marca Hemp Hop. Una línea de cigarrillos de cáñamo con diversos cannabinoides, especialmente CBD, además de una marca de papel para fumar y otros productos Delta 8.
Esta nueva compañía, conocida como Hemp Hop Smokables LLC, promueve la misión de Hempacco. Cuyo objetivo es ofrecer productos de calidad principalmente a personas con problemas de salud: dolor crónico, ansiedad, depresión, etc. Esta decisión surge tras padecer diferentes problemas de salud, cuya terapia con CBD permitió su avance y recuperación.
"Trabajando con James Lindsay y el equipo de Hempacco, incluidos Lou, Jorge y Sandro, hemos dado vida a esta visión, y esperamos presentar estos productos revolucionarios tanto a los fanáticos como a los consumidores" - dijo Rick Ross al presentar su nueva marca de productos, con la que busca facilitar el consumo y terapias con CBD y Delta 8.  
La asociación permite a la empresa hacer uso de equipos y propiedad intelectual de Hempacco para producir, infundir y fabricar cigarrillos de cáñamo con aroma, sabor y características especiales para sus clientes. En la web oficial de HempHop.shop los usuarios pueden los productos a base de cáñamo.
La línea completa de productos Hemp Hop debutó en el primer Rick Ross Car & Bike Show anual el 21 de mayo en el famoso " Promise Land" en Fayetteville, Georgia.

## Discografía

### Álbumes en solitario
| Año  | Álbum                                                                                                | Posición | Posición | Posición | Posición | Certificaciones |   |
| Año  | Álbum                                                                                                | US       | US R&B   | US Rap   | Canadá   | Certificaciones |   |
| ---- | --- | -------- | -------- | -------- | -------- | --------------- | - |
| 2006 | Port Of Miami - Lanzado: 8 de agosto de 2006 - Productor: Def Jam/Slip-n-Slide                       | 1        | 1        | 1        | —        | Oro             |   |
| 2008 | Trilla - Lanzado: 11 de marzo de 2008 - Productora: Def Jam/Slip-n-Slide/Poe Boy                     | 1        | 1        | 1        | 14       | Oro 645.059     |   |
| 2009 | Deeper Than Rap - Lanzado: 21 de abril de 2009 - Productora: Maybach Music Group/Poe Boy/Def Jam     | 1        | 1        | 1        | 23       | 37.000          |   |
| 2010 | Teflon Don - Lanzado: 20 de julio de 2010 - Productora: Poe Boy/Maybach Music Group/Def Jam          | 2        | 2        | 2        | 17       | Oro 507.000     |   |
| 2012 | God Forgives, I Don't - Lanzado: 30 de julio de 2012 - Productor: Def Jam/Maybach Music Group        | 1        | 1        | 1        | —        | Oro             |   |
| 2014 | Mastermind - Lanzado: 3 de marzo de 2014 - Productor: Def Jam/Maybach Music Group                    | 1        | 1        | 1        | —        | —               | - |
| 2019 | Port of Miami 2 - Lanzado: 9 de agosto de 2019 - Productor: Def Jam/Maybach Music Group/Epic Records | 1        | 2        | -        | -        | -               |   |

Richer Than I Ever Been (2021)

### Álbumes en colaboración
| Año  | Álbum                                         | Posición | Posición | Posición | Calificaciones |
| Año  | Álbum                                         | US       | US R&B   | US Rap   | Calificaciones |
| ---- | --------------------------------------------- | -------- | -------- | -------- | -------------- |
| 2011 | H (con Birdman) - Lanzado: 2011 - Productora: | —        | —        | —        | RIAA: N/A      |

### Recopilaciones
| Año  | Título                                                                      | Posición | Posición | Posición |
| Año  | Título                                                                      | US       | US R&B   | US Rap   |
| ---- | --------------------------------------------------------------------------- | -------- | -------- | -------- |
| 2007 | Rise to Power - Lanzado: 18 de septiembre de 2007 - Productora: Suave House | 62       | 6        | 6        |

### Mixtapes
- 2006: The Street Catalog
- 2007: Big Boss
- 2007: Miami Chronicles
- 2008: Supply & Demand
- 2008: Boss Is Back
- 2009: Miami Boss
- 2009: M.I. Yayo Cash Cartel 2
- 2012: Rich Forever

## Sencillos
| Año  | Canción                                                       | U.S. Hot 100 | U.S. R&B | U.S. Rap | Pop 100 | Álbum                 |
| ---- | ------------------------------------------------------------- | ------------ | -------- | -------- | ------- | --------------------- |
| 2006 | "Hustlin'"                                                    | 54           | 11       | 7        | 47      | Port Of Miami         |
| 2006 | "Push It"                                                     | 57           | 12       | 9        | 95      | Port Of Miami         |
| 2007 | "Speedin" (featuring R. Kelly)                                | 87           | 53       | —        | —       | Trilla                |
| 2008 | "The Boss" (featuring T-Pain)                                 | 17           | 7        | 2        | 53      | Trilla                |
| 2008 | "Here I Am" (featuring Nelly & Avery Storm)                   | 41           | 9        | 5        | 86      | Trilla                |
| 2008 | "Maybach Music" (featuring Jay-Z)                             | —            | 113      | —        | —       | Trilla                |
| 2008 | "Luxury Tax" (featuring Lil Wayne, Trick Daddy & Young Jeezy) | 103          | —        | 70       | —       | Trilla                |
| 2009 | "Magnificent" (featuring John Legend)                         | 62           | 7        | 5        | —       | Deeper Than Rap       |
| 2009 | "Maybach Music 2" (featuring Kanye West, T-Pain & Lil' Wayne) | 92           | 56       | —        | —       | Deeper Than Rap       |
| 2010 | "Super High" (featuring Ne-Yo)                                | 100          | 25       | 14       | —       | Telfon Don            |
| 2010 | "B.M.F. (Blowin' Money Fast)" (featuring Styles P)            | 60           | 6        | 4        | —       | Telfon Don            |
| 2010 | "Aston Martin Music" (featuring Drake & Chrisette Michele)    | 30           | 2        | 1        | —       | Telfon Don            |
| 2011 | "9 Piece" (featuring Lil' Wayne)                              | 61           | 32       | 18       | —       | God Forgives, I Don't |

### Colaboraciones
| Año  | Canción                                                                                               | U.S. Hot 100 | U.S. R&B | U.S. Rap | Álbum                             |
| ---- | --- | ------------ | -------- | -------- | --------------------------------- |
| 2002 | "Told Y'all" (Trina featuring Rick Ross)                                                              | —            | 64       | —        | Diamond Princess                  |
| 2006 | "Holla at Me" (DJ Khaled featuring Lil' Wayne, Paul Wall, Fat Joe, Rick Ross & Pitbull)               | 59           | 24       | 15       | Listennn... the Album             |
| 2006 | "Born-n-Raised" (DJ Khaled featuring Trick Daddy, Pitbull & Rick Ross)                                | —            | 123      | —        | Listennn... the Album             |
| 2006 | "On Some Real Shit" (Daz Dillinger featuring Rick Ross)                                               | —            | 90       | —        | So So Gangsta                     |
| 2006 | "Chevy Ridin' High" (Dre featuring Rick Ross)                                                         | —            | 54       | —        | The Trunk                         |
| 2006 | "Know What I'm Doin'" (Birdman & Lil Wayne feat. Rick Ross & T-Pain)                                  | —            | 58       | 22       | Like Father, Like Son             |
| 2007 | "We Takin' Over" (DJ Khaled featuring Akon, T.I., Rick Ross, Fat Joe, Birdman & Lil' Wayne)           | 28           | 26       | 11       | We the Best                       |
| 2007 | "I'm So Hood" (DJ Khaled featuring T-Pain, Trick Daddy, Rick Ross & Plies)                            | 19           | 9        | 5        | We the Best                       |
| 2007 | "Down in tha Dirty" (Ludacris featuring Rick Ross & Bun B)                                            | —            | 110      | —        | Strength in Numbers               |
| 2007 | "100 Million" (Birdman featuring Rick Ross, Dre, Young Jeezy & Lil' Wayne)                            | 118          | 69       | —        | 5 * Stunna                        |
| 2008 | "Lights Get Low" (Freeway featuring Dre & Rick Ross)                                                  | —            | —        | —        | Free at Last                      |
| 2008 | "Cash Flow" (Ace Hood featuring Rick Ross & T-Pain)                                                   | 120          | 55       | —        | Gutta                             |
| 2008 | "Out Here Grindin" (DJ Khaled featuring Akon, Rick Ross, Plies, Lil' Boosie, Ace Hood, & Trick Daddy) | 38           | 32       | 17       | We Global                         |
| 2008 | "Foolish [Remix]" (Shawty Lo featuring Birdman, Rick Ross, & Jim Jones)                               | 102          | 29       | 13       | Units in the City                 |
| 2008 | "You're Everything" (Bun B featuring Rick Ross, David Banner, 8Ball & MJG)                            | —            | 59       | —        | II Trill                          |
| 2008 | "Beam Me Up" (Tay Dizm featuring T-Pain & Rick Ross)                                                  | —            | 90       | —        | Welcome to the New World          |
| 2008 | "Ride [Remix]" (Ace Hood featuring Trey Songz, Rick Ross, & Juelz Santana)                            | 90           | 27       | 14       | Gutta                             |
| 2009 | "Rockin' That Thang [Remix]" (The-Dream featuring Fabolous, Juelz Santana, Rick Ross, & Ludacris)     | —            | —        | —        | Love vs. Money                    |
| 2009 | "Welcome to the World" (Kevin Rudolf featuring Rick Ross)                                             | 58           | —        | —        | In the City                       |
| 2009 | "What It Is" (Gorilla Zoe featuring Rick Ross & Kollosus)                                             | —            | 100      | —        | Don't Feed Da Animals             |
| 2009 | "Sun Come Up" (Glasses Malone featuring T-Pain, Rick Ross, & Birdman)                                 | —            | 99       | —        | Beach Cruiser                     |
| 2009 | "Champion" (Ace Hood featuring Rick Ross & Jazmine Sullivan)                                          | —            | 58       | —        | Ruthless                          |
| 2009 | "Always Strapped [Remix]" (Birdman featuring Lil' Wayne, Rick Ross, & Young Jeezy)                    | 54           | 10       | 5        | Always Strapped                   |
| 2009 | "So Sharp" (Mack 10 featuring Jazze Pha, Rick Ross, & Lil' Wayne)                                     | —            | —        | —        | Soft White                        |
| 2009 | "Fed Up" (DJ Khaled featuring Usher, Young Jeezy, Rick Ross & Drake)                                  | 124          | 45       | 22       | Victory                           |
| 2010 | "Put Your Hands Up" (DJ Khaled featuring Young Jeezy, Rick Ross & Plies)                              | —            | —        | —        | Victory                           |
| 2010 | "All I Do Is Win" (DJ Khaled featuring T-Pain, Ludacris, Snoop Dogg & Rick Ross)                      | 33           | 10       | 6        | Victory                           |
| 2010 | "Pullin' on Her Hair" (Marques Houston featuring Rick Ross)                                           | —            | 64       | —        | Mattress Music                    |
| 2010 | "Rap Song" (T-Pain featuring Rick Ross)                                                               | 89           | 33       | —        | RevolveR                          |
| 2010 | "Monster" (Kanye West featuring Jay-Z, Rick Ross, Bon Iver & Nicki Minaj)                             | 18           | 30       | 15       | My Beautiful Dark Twisted Fantasy |
| 2010 | "Swagger Right" (RichGirl featuring Rick Ross & Fabolous)                                             | —            | —        | —        | RichGirl                          |
| 2010 | "Living Better Now" (Jamie Foxx featuring Rick Ross)                                                  | —            | 81       | —        | Best Night of My Life             |
| 2011 | "Welcome to My Hood" (DJ Khaled featuring Rick Ross, Plies, Lil Wayne & T-Pain)                       | —            | 36       | 20       | We the Best Forever               |
| 2011 | "John" (Lil Wayne featuring Rick Ross)                                                                | 22           | 19       | 12       | Tha Carter IV                     |
| 2011 | "The Way You Love Me" (Keri Hilson featuring Rick Ross)                                               | —            | —        | —        | No Boys Allowed                   |
| 2011 | "Break My Heart" (Estelle featuring Rick Ross)                                                        | —            | 33       | —        | All of Me                         |
| 2011 | "Tupac Back" (Meek Mill featuring Rick Ross)                                                          | —            | 31       | 22       | Self Made Vol. 1                  |
| 2011 | "I'm on One" (DJ Khaled featuring Drake, Rick Ross & Lil' Wayne)                                      | 10           | 1        | 1        | We the Best Forever               |
| 2011 | "In Da Box" (Sean Garrett featuring Rick Ross)                                                        | —            | 54       | —        | Courtesy Of                       |
| 2011 | "That Way" (Wale featuring Jeremih & Rick Ross)                                                       | —            | 23       | 20       | Self Made Vol. 1                  |
| 2011 | "Anything (To Find You)" (Monica featuring Rick Ross)                                                 | —            | 40       | —        | New Life                          |
| 2012 | "I Am Your Leader" (Nicki Minaj featuring Rick Ross & Cam'ron)                                        | —            | —        | —        | Pink Friday: Roman Reloaded       |
| 2013 | "Pour It Up" (Rihanna featuring Young Jeezy, Rick Ross, Juicy J & T.I.)                               | 19           | 4        | 12       | Pour Tt Up Remix                  |
| 2013 | "Do What U Want" (Lady Gaga featuring R. Kelly & Rick Ross)                                           | 13           | 1        | 4        | Do What U Want Remix              |
| 2020 | "Virgo Tendencies" (and Keke Palmer)                                                                  | —            | —        | —        | Virgo Tendencies, Pt. II          |
| 2021 | "Manslaughter" (Pop Smoke featuring Rick Ross & The-Dream)                                            |              |          |          | Faith                             |

## Apariciones

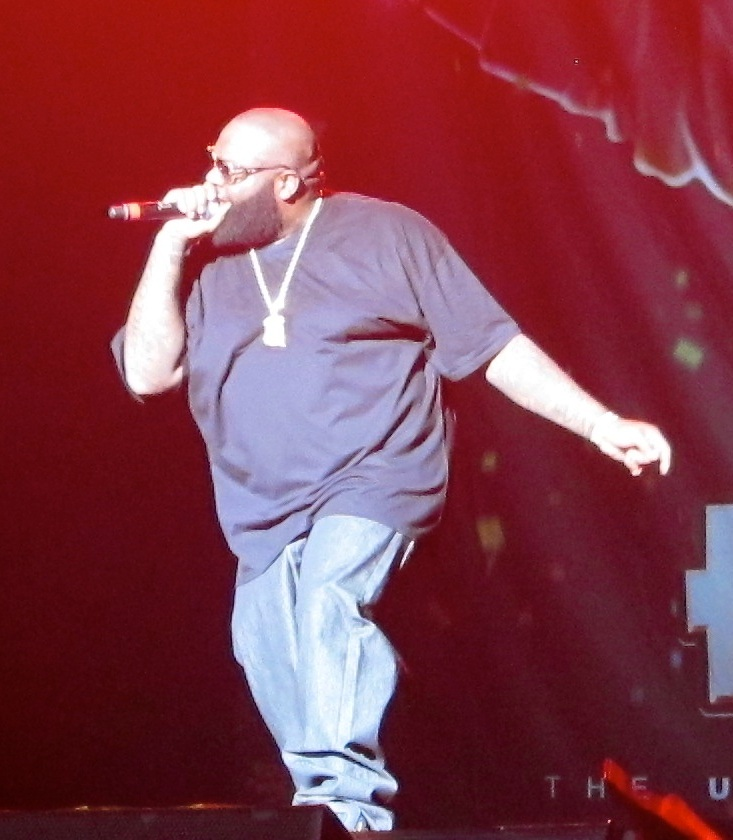
Ross en un concierto a principios de 2011.

- 2005: "Bitches & Bizness" (Boyz N Da Hood feat. Rick Ross)
- 2005: "I Gotta" (Trina feat. Rick Ross)
- 2006: "Money Maker" (Too Short feat. Pimp C & Rick Ross)
- 2006: "Watch Out" (DJ Khaled feat. Akon, Styles P, Fat Joe & Rick Ross)
- 2007: "I'm a Boss" (Cuntry Boi feat. Rick Ross & Slim Thug)
- 2007: "Roll on Em" (Chingy feat. Rick Ross)
- 2007: "Paper" (Boyz N Da Hood feat. Rick Ross)
- 2007: "Intro" (We the Best) (DJ Khaled feat. Rick Ross)
- 2007: "Bitch I'm from Dade County" (DJ Khaled feat. Trick Daddy, Pitbull, Trina, Brisco, Rick Ross, Flo Rida, C-Ride & Dre)
- 2007: "Brand New" (Yung Joc feat. Snoop Dogg & Rick Ross)
- 2007: "The Dirty South" (Redd Eyezz feat. David Banner, Rick Ross & Brisco)
- 2007: "Cocaine" (UGK feat. Rick Ross)
- 2007: "Feds Takin' Pictures" (DJ Drama feat. Young Jeezy, Willie The Kid, Jim Jones, Rick Ross, Young Buck & T.I.)
- 2007: "I'm Boss" (Ice Water Inc. feat. Rick Ross & Raekwon)
- 2008: "Birthday" (Flo Rida feat. Rick Ross)
- 2008: "Hoodtails" (Bizzy Bone feat. Rick Ross)
- 2008: "Hot Commodity" (Trina feat. Rick Ross)
- 2008: "Spotlight" (Remix) (Jennifer Hudson feat. Rick Ross)
- 2008: "For the Hood" (Remix) (Rob G feat. Rick Ross)
- 2008: "Put Ya Paper on It" (Bloodsport feat. Rick Ross)
- 2008: "Go Hard" (Vic Damone feat. Rick Ross)
- 2008: "I'm Rollin" (Rome feat. Rick Ross, C-Ride, Dre & Joe Hound)
- 2008: "Shone" (Remix) (Ball Greezy feat. Rick Ross)
- 2008: "Get It" (Charlie Hustle feat. Rick Ross & K.C.)
- 2008: "I Just Wanna" (BSU feat. Rick Ross, Brisco & Haitian Fresh)
- 2008: "Wipping the Bass" (Unsivilized feat. Rick Ross)
- 2008: "Put Em on the Line" (Diego feat. Rick Ross)
- 2008: "I'm So High" (Grind Mode feat. Rick Ross)
- 2008: "You See Da Boss" (Cash Crop feat. Rick Ross)
- 2008: "Singe Again" (Remix) (Trina feat. Rick Ross, Plies & Lil' Wayne)
- 2008: "A Miracle" (Webbie feat. Rick Ross & Birdman)
- 2008: "In the Ayer" (Remix) (Flo Rida feat. Rick Ross & Brisco)
- 2008: "Touch My Body" (Tricky Remix) (Mariah Carey feat. Rick Ross & The-Dream)
- 2008: "Ecstasy" (Danity Kane feat. Rick Ross)
- 2008: "Activate" (Natasia Pena feat. Rick Ross)
- 2008: "Hustlin' Time" (Fuego feat. Rick Ross)
- 2008: "Died in Ya Arms" (Remix) (Smitty feat. T-Pain, Junior Reid & Rick Ross)
- 2008: "6 in the Morning" (Remix) (Sean Garrett feat. Rick Ross)
- 2008: "Curtain Call" (Nina Sky feat. Rick Ross)
- 2008: "U Ain't Him" (Nelly feat. Rick Ross)
- 2008: "Money Right" (Flo Rida feat. Brisco & Rick Ross)
- 2008: "Straight out the Rarri" (Young Jeezy feat. Rick Ross)
- 2008: "Southern Gangster" (Ludacris feat. Rick Ross & Playaz Circle)
- 2008: "King of the World" (Razah feat. Rick Ross & Bun B)
- 2008: "Durty South" (Three 6 Mafia feat. Slim Thug, Busta Rhymes & Rick Ross)
- 2008: "Dope Boys Dream" (Red Eyezz feat. Rick Ross & Bun B)
- 2009: "Get It Together" (Masspike Miles feat. Rick Ross)
- 2009: "Wrong Lover" (J.Holiday feat. Rick Ross)
- 2009: "Fruity" (Ace Boon Coon feat. Rick Ross and Young Dro)
- 2009: "Dope Boys Remix" (The Game feat. Rick Ross & Antagonist)
- 2009: "Cause A Scene (Remix)" (Teairra Mari feat. Flo Rida and Rick Ross)
- 2009: "Yayo" (Flo Rida feat. Brisco, Billy Blue, Ball Greezy, Rick Ross, Red Eyezz, Bred, Pitbull, & Ace Hood)
- 2009: "Throw Em In The Sky (Rick Ross feat. Frank Lini & Triple C)
- 2009: "I'm Fresh" (DJ Drama feat. Mike Jones, Rick Ross, & Trick Daddy
- 2009: "You Should've Killed Me" (K. Michelle feat. Rick Ross)
- 2009: "Chevy Anthem (Remix)" (Mon E.G. feat. Rick Ross & Yo Gotti)
- 2009: "Imma Zoe" (Black Dada feat. Rick Ross & Birdman)
- 2009: "911" (Shawty Lo feat. Rick Ross, Bun B & Lyfe Jennings)
- 2009: "All About the Money" (Gucci Mane feat. Rick Ross)
- 2009: "On My Side" (Remix) (D. Woods feat. Rick Ross)
- 2010: "Whitney and Bobby" (Jay'ton feat. Rick Ross, Trae & Young Buck)
- 2010: "Everything You Want" (Aaron Da JEDI Feat. Rick Ross & Usher)
- 2010: "Rude Boy (Remix)" (Rihanna feat. Rick Ross)
- 2010: "Inkredible" (Trae feat. Lil' Wayne & Rick Ross)
- 2010: "I Am The Streets" (Trae feat. Rick Ross, Game & Lloyd)
- 2010: "Hello Good Morning" (Diddy Dirty Money feat. T.I. & Rick Ross)
- 2010: "Not Like My Girl" (Avery Storm feat. Rick Ross)
- 2010: "Window Seat" (Erykah Badu feat. Rick Ross)
- 2010: "Find Your Love" (Drake feat. Rick Ross)
- 2010: "All In One Swipe" (Mack Maine feat. Rick Ross & Birdman)
- 2010: "Pullin' On Her Hair" (Marques Houston feat. Rick Ross)
- 2010: "Maybe (Remix)" (Rocko feat. Rick Ross, Gucci Mane & Soulja Boy)
- 2010: "Suicide Dows" (Slim Thug feat. Rick Ross)
- 2010: "Pledge Allegiance" (T.I. feat. Rick Ross)
- 2010: "Give It To Em" (Akon feat. Rick Ross)
- 2010: "Down Here" (Petey Pablo feat. Rick Ross & Lil' Wayne)
- 2010: "Grindin All Night" (Roccett feat. Rick Ross & Bun B)
- 2010: "So In Love" (Chrisette Michele feat. Rick Ross)
- 2010: "The Way You Love Me" (Keri Hilson feat. Rick Ross)
- 2010: "America's Most Wanted" (Jalil Lopez feat. Rick Ross & DJ Khaled)
- 2010: "Tangerine (Remix)" (Big Boi feat. Rick Ross, Fabolous & Bun B)
- 2010: "Like I See It" (Jah Cure feat. Rick Ross & Mavado)
- 2010: "Just In Case" (Rocko feat. Rick Ross)
- 2010: "Gucci Time (Remix)" (Gucci Mane feat. Swizz Beatz & Rick Ross)
- 2010: "Teenage Numbers" (Yo Gotti feat. Rick Ross)
- 2010: "Deuces (Remix)" (Chris Brown feat. Lil' Wayne, Gucci Mane, Drake, T.I., Kanye West, Rick Ross, Andre 3000 & Fabolous)
- 2010: "Looking For Love (Remix)" (Diddy feat. Usher & Rick Ross)
- 2010: "Dollar Sign" (Three 6 Mafia feat. Rick Ross)
- 2010: "How We Do It" (Slim Thug feat. Rick Ross)
- 2010: "Freeze Me (Remix)" (Young Dro feat. Rick Ross, Yung L.A., Gucci Mane & T.I.)
- 2010: "Devil In A New Dress" (Kanye West feat. Rick Ross)
- 2011: "Your Love (Remix)" (Diddy-Dirty Money feat. Trey Songz & Rick Ross)
- 2011: "Hustle Hard (Remix)" (Ace Hood feat. Swizz Beatz, Young Jeezy, Maino, Yo Gotti, Rick Ross & Lil' Wayne)
- 2011: "Can a Drummer Get Some" (Travis Barker feat. Swizz Beatz, The Game, Lil' Wayne & Rick Ross)
- 2011: "Maybe She Will" (Lil' Wayne feat. Drake & Rick Ross)
- 2011: "Heavy Artillery" (Game feat. Beanie Sigel & Rick Ross)
- 2011: "Choppa Choppa Down (Remix)" (French Montana feat. Rick Ross, Gucci Mane & Wiz Khalifa)
- 2011: "Inkredible (Remix)" (Trae feat. Jadakiss, Lil' Wayne, Rick Ross & Game)
- 2011: "100 Keyz" (Big Sean feat. Rick Ross & Pusha T)
- 2011: "Bottles & Rockin' J's" (Game feat. DJ Khaled, Fabolous, Lil' Wayne, Busta Rhymes, Rick Ross & Teyana Taylor)
- 2011: "Ugh" (Yung Joc feat. Rick Ross)
- 2011: "10 Summaz" (Tity Boi feat. Rick Ross)
- 2011: "Free Spirit" (Drake feat. Rick Ross)
- 2012: "Take It To The Head" (DJ Khaled feat. Chris Brown, Rick Ross, Nicki Minaj & Lil' Wayne)
- 2012: "Whoa (Let's Go)" (Calvin Harris feat. Ne-yo, Pitbull) & Rick Ross)